# 1962 en football
Cet article présente les faits marquants de l'année 1962 en football.
- Création du club Marocain Club Omnisports de Meknès

## Juillet
- 15 juillet : création du club algérien Chabab Riadhi Belcourt.

## Octobre
- 21 octobre : fondation de la Fédération algérienne de football, le docteur Mohand Amokrane Maouche, un ex-joueur de football durant la période coloniale française en Algérie, devient le premier président de cette fédération.

## Compétitions des sélections nationales
- Coupe d'Afrique des nations : L'Éthiopie remporte la Coupe d'Afrique des nations 1962 en battant l'Égypte en finale. C'est la première « CAN » remportée par l'Éthiopie. La Tunisie se classe 3e et l'Ouganda 4e.
- Coupe du monde : Le Brésil remporte la Coupe du monde 1962 en battant la Tchécoslovaquie en finale. C'est la deuxième Coupe du monde remportée par les joueurs brésiliens. Le Chili se classe 3e et la Yougoslavie 4e.

## Coupe continentale des clubs
- Coupe d'Europe des clubs champions (C1) : Le Benfica Lisbonne remporte la Coupe des clubs champions européens 1961-1962 en battant le Real Madrid en finale sur le score de 5-3. Le Benfica conserve ainsi son titre acquis en 1961.
- Coupe d'Europe des vainqueurs de coupe (C2) : L'Atlético de Madrid remporte la Coupe d'Europe des vainqueurs de coupe 1961-1962 en battant l'AC Fiorentina en finale.
- Coupe d'Europe des villes de foires (C3) : Le Valence CF remporte la Coupe des villes de foires 1961-1962 en battant le FC Barcelone en finale.

## Principaux championnat nationaux

### Tableau récapitulatif
| Championnat | Champion            | Dauphin           | Meilleurs buteurs            |
| ----------- | ------------------- | ----------------- | ---------------------------- |
| Espagne     | Real Madrid         | FC Barcelone      | Juan Seminario               |
| Angleterre  | Ipswich Town        | Burnley           | Ray Crawford                 |
| Italie      | Milan AC            | Inter Milan       | José Altafini Aurelio Milani |
| France      | Stade de Reims      | RC Paris          | Sékou Touré                  |
| Allemagne   | FC Cologne          | FC Nuremberg      | -                            |
| Portugal    | Sporting Portugal   | FC Porto          | Azumir Veríssimo             |
| Pays-Bas    | Feyenoord Rotterdam | PSV Eindhoven     | Dick Tol                     |
| Turquie     | Galatasaray         | Fenerbahçe        | Fikri Elma                   |
| Écosse      | Dundee FC           | Glasgow Rangers   | Alan Gilzean                 |
| Suisse      | Servette FC         | FC Lausanne-Sport | Jacques Fatton               |
| Argentine   | Boca Juniors        | River Plate       | Luis Artime                  |

## Principales coupes nationales
- Coupe de France : L'AS Saint-Étienne remporte la Coupe de France de football 1961-1962 en battant le FC Nancy en finale. Il s'agit de la toute première Coupe de France remportée par les Verts.

## Récompenses
| Récompense  | Récompensé     | Nationalité        | Club         |
| ----------- | -------------- | ------------------ | ------------ |
| Ballon d'or | Josef Masopust | République tchèque | Dukla Prague |

## Naissances
Plus d'informations : Liste d'acteurs du football nés en 1962.
- 1er février : Manuel Amoros (France).
- 29 juin : Joan Laporta (Espagne).
- 1er septembre : Ruud Gullit (Pays-Bas).
- 30 septembre : Frank Rijkaard (Pays-Bas).
- 9 octobre : Jorge Burruchaga (Argentine).
- 20 octobre : Laurent Paganelli (France).
- 5 novembre : Abedi Pelé (Ghana).

## Décès
- 10 janvier : décès à 84 ans d'Ivo Schricker, international allemand.
- 4 juillet : Fred Morris, footballeur anglais.